# 日本空手協會
社團法人日本空手協會（英語：JAPAN KARATE ASSOCIATION，簡稱日空協或是JKA），為日本松濤館流空手道最早的組織，目前在日本國內及世界空手道界上均具有舉足輕重的地位。
JKA最初是以船越義珍的門徒為首籌設的組織，理念為推廣空手道，進而實行空手道界最重要的兩件事情：
第一：培養國內和海外的研修指導員。像是金澤弘和、淺井哲彥(生前由全日本松濤聯盟頒授九段，後由日本國內閣府頒發十段)，等人都為初期本部研修生。現在台灣有部份道館實際上都是這些初期研修生來台灣開設的，許多台灣高段老前輩早期也都是向淺井哲彥所遴派到台灣的日本教練【如:最早的女教練佐藤利子，田佃佑吉、牛島弘，川富、崛江等】學習空手道，正由台北的陳宏宗師範（八段）先在台中師專附小操場體館開始授徒教學、爾後佐藤利空手道】，台中市的何勝友、陳勝雄、吳錦台、洪嘉良等投入學習，隨後高雄的潘蔡仁師範（八段）、台南的胡曉明師範（七段）等。
第二:金澤弘和因在歐美地區推展空手道，並由與其他原因，離該日本空手協會，在台灣空手道發軔到公元2000年前從未如淺井哲彥率教練團在台灣推展空手道(淺井氏台灣約3年就因簽證原因 
```
     停啜在台灣推展空手道)。
```

第三：將空手道競技推展開來。1957年10月日本空手協會在日本舉辦第一屆全國大會，是第一個舉辦大型空手道競賽的組織。到了2009年，已經舉辦了將近52屆的全國大賽。
目前WKF競技式的空手道對打是分量級得點制，但JKA追求是競技與武道精神，因此不分量級比賽方式，而採取一本勝負模式。

## 外部連結
- 社團法人日本空手協會 （页面存档备份，存于） （日語）